# Streithorst (Adelsgeschlecht)

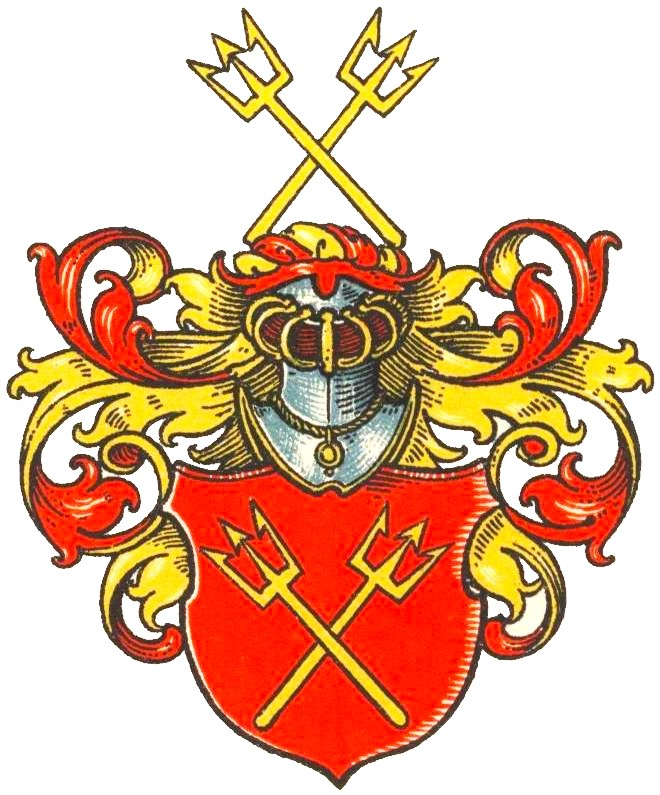
Wappen derer von der Streithorst im Wappenbuch des Westfälischen Adels

Streithorst ist der Name eines ursprünglich westfälischen, später auch in Braunschweig, Magdeburg, Brandenburg, Preußen und Kurland verbreiteten, inzwischen erloschenen Adelsgeschlecht.

## Geschichte
Der Rittersitz Streithorst im Osnabrücker Land ist der nahmensstiftende Stammsitz des Geschlechts, das mit Gerhard von der Streithorst 1304 zuerst urkundlich auftrat. Im Kirchturm der Wallfahrtskirche St. Marien in Küblingen befindet sich das Erbbegräbnis derer von Streithorst, die Patronatsherren auf Gut Küblingen waren. 1562 bis spätestens 1663 war die Familie mit der Burg Schliestedt belehnt. Bereits 1569 bestand mit Allschwangen im Kreis Hasenpoth auch Lehnsbesitz in Kurland. 1631 wurden sie ebd. in die 1. Klasse der Ritterbank aufgenommen. 1600 kam die Wahlburg an die Familie. Noch im 18. Jahrhundert waren die Herren von der Streithorst mit einem von vier Rittergütern in Obhausen belehnt. 1768 hat der Mannesstamm des Geschlechts seinen Ausgang gefunden.

## Angehörige
- Anton von der Streithorst (1562/1563–1625), braunschweigischer Staatsmann
- Joachim von der Streithorst († nach 1626), braunschweigischer Staatsmann[3][4]
- Friedrich Ulrich von der Streithorst († nach 1666), als „der Einziehende“ Mitglied der Fruchtbringenden Gesellschaft[5]
- Friedrich Hermann von der Streithorst (1680–1735), württembergischer Generalmajor und Regimentschef, seit 1713 mit einer Wappentafel in der Ordenskirche St. Georgen vertreten[6]
- Leopold Christian Wilhelm von der Streithorst († 1768), brandenburgischer Geheimer Rat, Oberst und Oberamtmann in Burgthann
- 'Eberhardine' Henriette Wilhelmine von Schwarzenau, geb. von der Streithorst (1728–1805), Witwe von Joachim Ludwig von Schwartzenau (1713–1787), begraben auf dem Gesandtenfriedhof bei der Dreieinigkeitskirche in Regensburg

## Wappen
In Rot zwei schräggekreuzte goldene Fischgabeln (Dreizack), auf dem rot-golden bewulsteten Helm mit rot-goldenen Decken zwei schräggekreuzte goldene Fischgabeln (Dreizack).

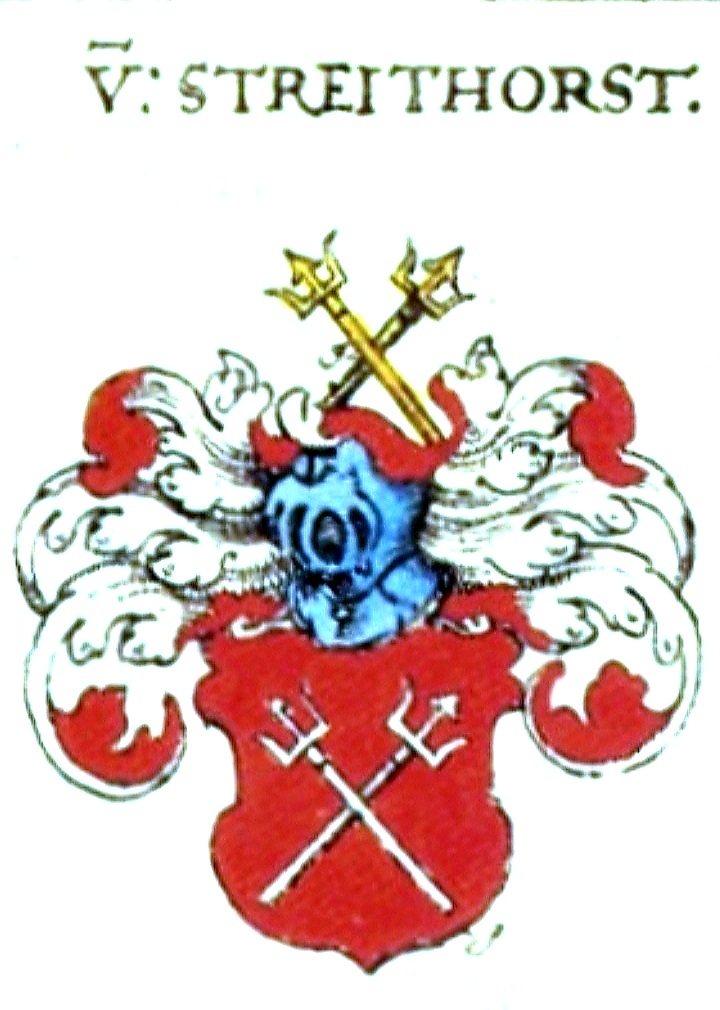
Wappen derer von der Streithorst in Johann Siebmachers Wappenbuch von 1605
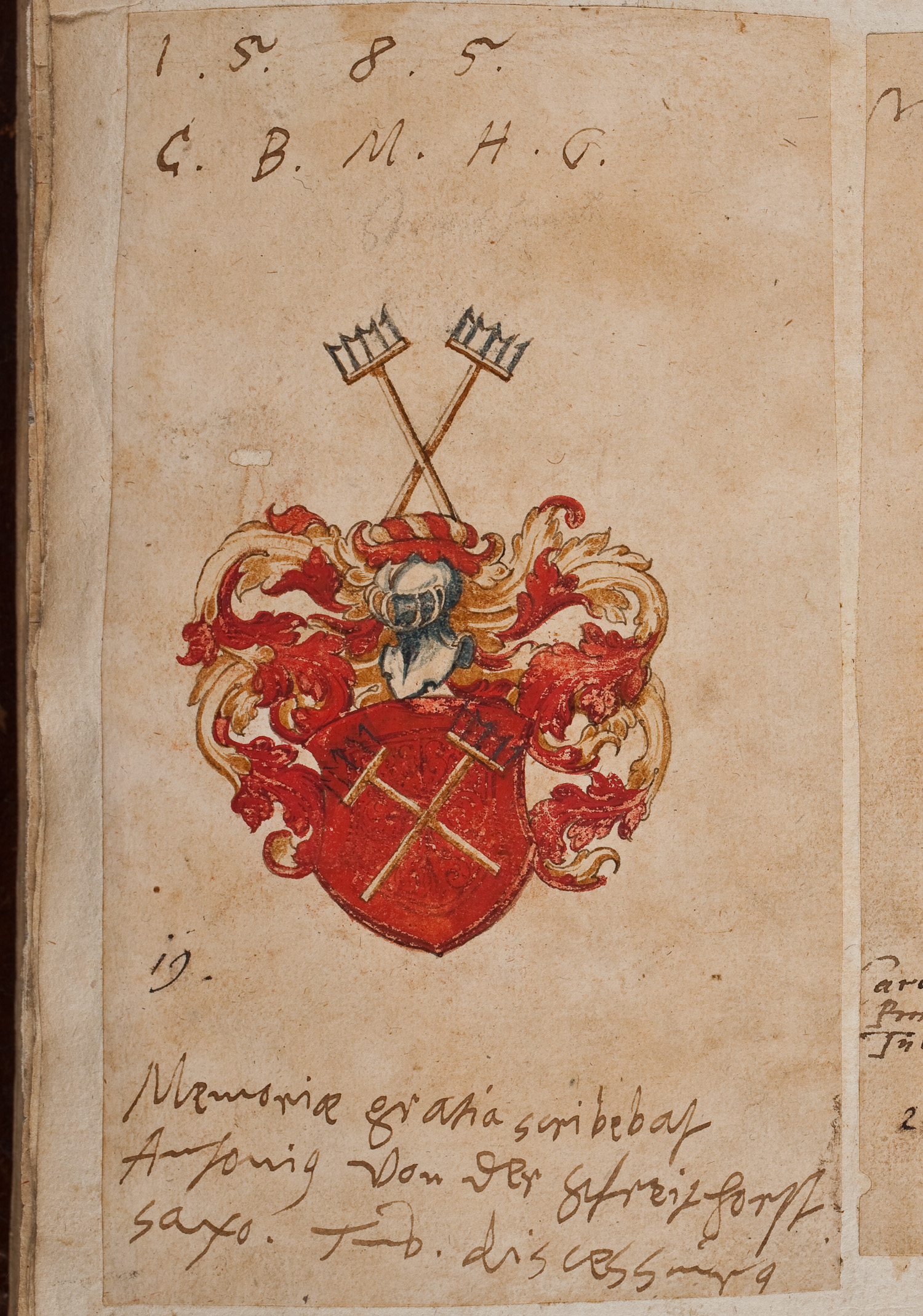
Wappen derer von der Streithorst im Album amicorum von Burchard Grossmann 1643